# Toyota

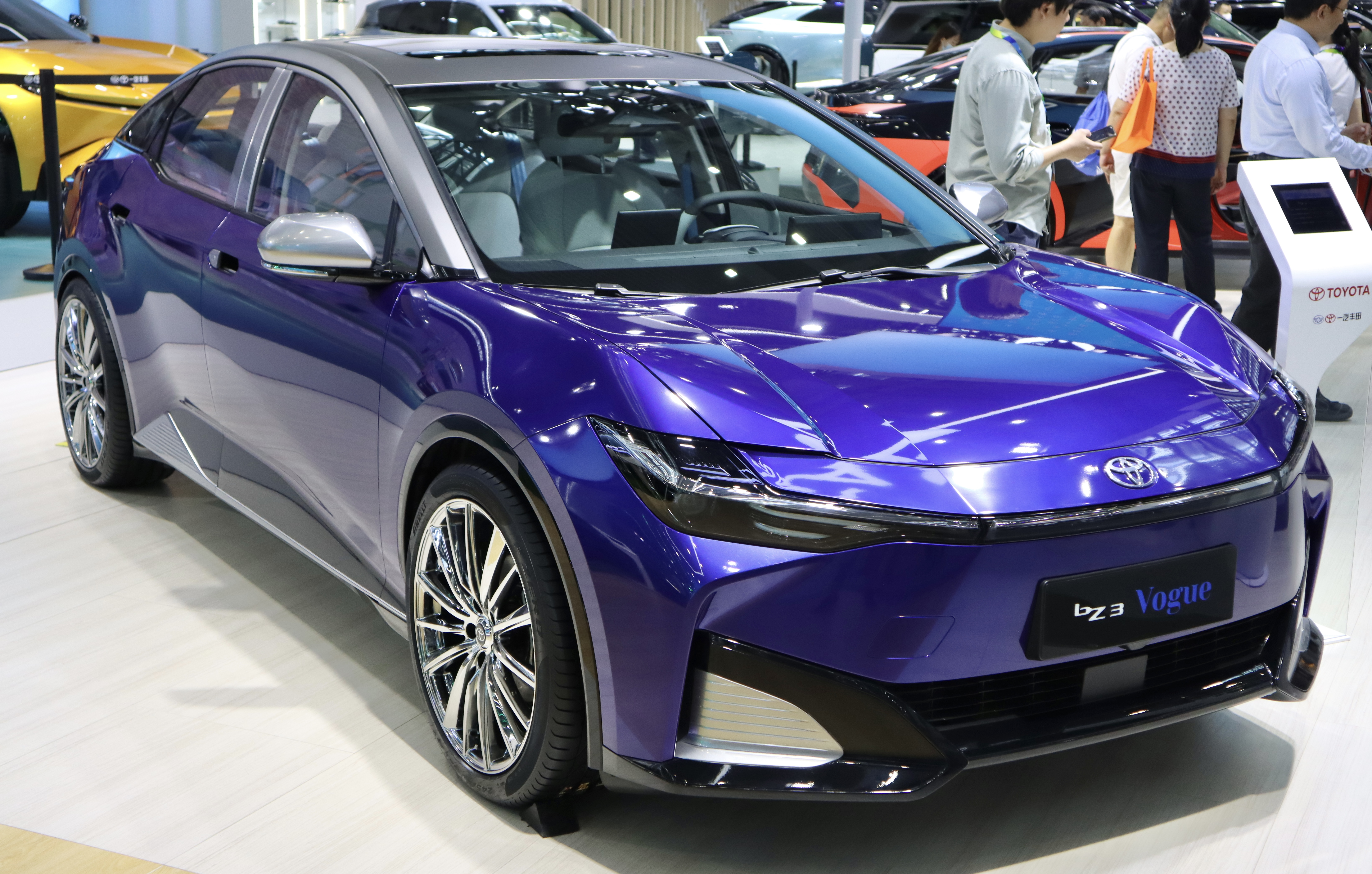
Toyota bZ3

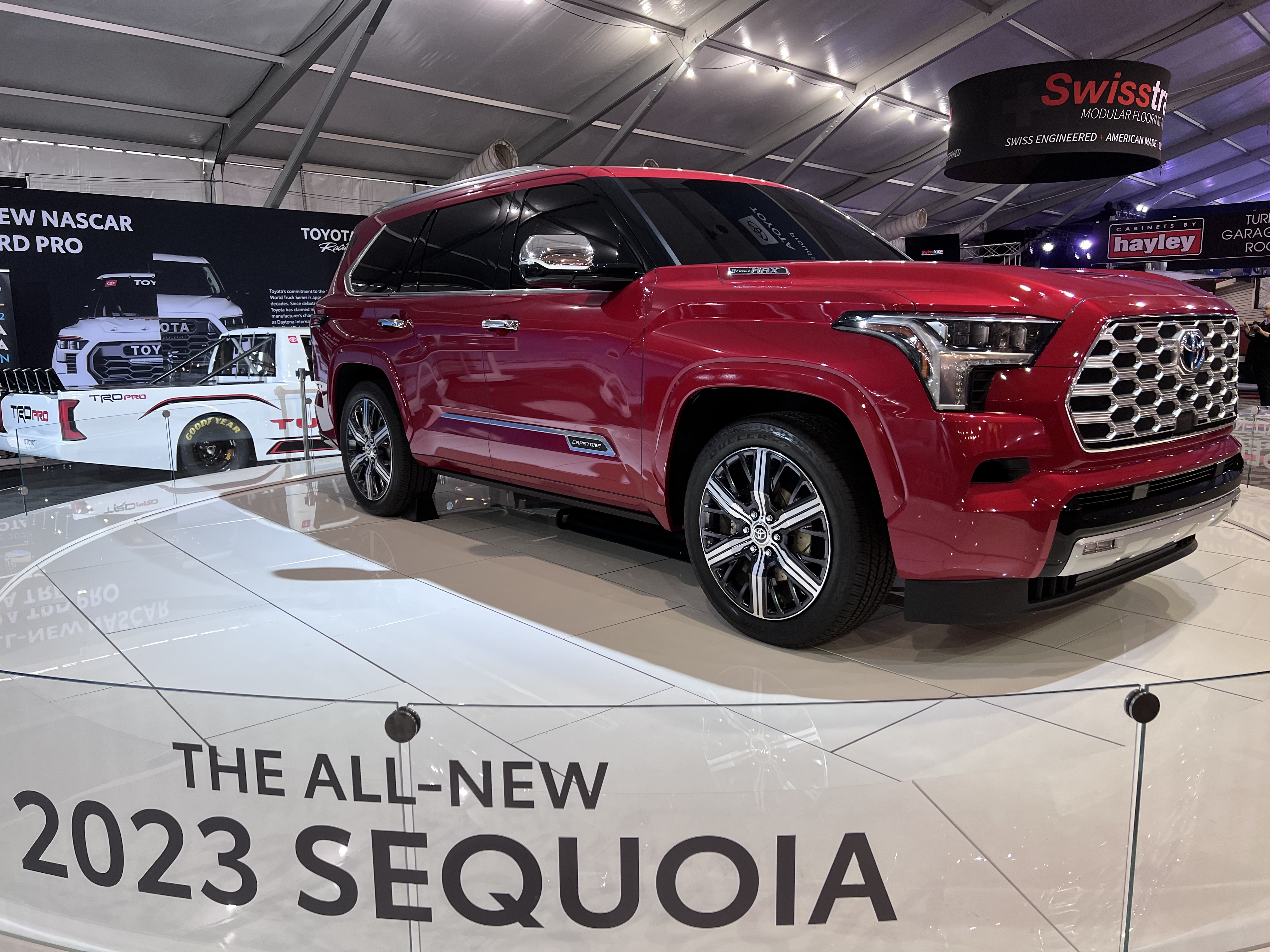
Toyota Sequoia

A Toyota Motor Corporation (トヨタ自動車株式会社; Toyota Dzsidósa Kabusikigaisa) japán székhelyű multinacionális vállalat, a világ legnagyobb autógyártója.

## A név eredete
A cég eredeti neve Toyoda volt. A névváltoztatásnak három oka is volt: egyrészt Tojoda Kiicsiró ezzel el akarta választani a magánéletét az üzleti ügyeitől, másrészt úgy vélte, hogy a Toyota nevet könnyebben ejtik ki a külföldiek, mint a Toyodát, harmadrészt pedig a Toyota nevet katakanákkal éppen nyolc vonással lehet leírni (トヨタ), ami pedig a japánok szerencseszáma. A katakanás logót az autók nevében már nem, csak a cég felirataiban használják, és Kínában a mai napig, a kínai-japán kandzsi írásjegyekkel, Tojodának írják a márkát.

## Története

### Korai évek
Az első japán kocsit egy bizonyos Josida Sintaró készítette 1902-ben, majd 1907-től 1909-ig néhány darabot eladásra is gyártott Type Takuri néven. Az első, valóban sorozatban készített autó a Nissané volt 1915-ben, amelyet szorosan követett a Mitsubishié 1917-ben. Mire a Toyota a harmincas évek közepén elkezdett autókat gyártani már sok japán autógyár működött.
Tojoda Szakicsi valamint fia, Tojoda Kiicsiró nem az autókhoz, hanem a szövőgépekhez értett. Tojoda Szakicsi 1890-ben készítette el első szövőgépét, majd a húszas években megalkotta a világ első automatikus utántöltésű, állandó sebességű szövőgépét, a Toyoda Type G-t.
Találmányát a világ legnagyobb szövőcége, a Platt Brothers & Co. vásárolta meg egymillió jenért, ami a maga idejében még ipari szinten is igen jelentős összegnek számított. Tojoda Szakicsi ezt az összeget egy autógyár alapításába fektette.
Az öreg Tojoda 1929-ben Európába küldte fiát, Kiicsirót, hogy tanulmányozza az ottani autógyártást. A tanulmányút 1933-ig, tehát éppen a gazdasági világválság végéig tartott. Hazatérte után Kiicsiró gyorsan munkához látott. 1935-re megalapította a Toyoda szövőgépgyártól jogilag független Hinode Motors vállalatot, és motorfejlesztésbe kezdett.
Tojoda Kiicsiró hamar elvetette a Hinode Motors nevet, és cégét 1937-ben Toyotára keresztelte át. Addig kéthengeres motorokkal kísérletezett, és el is készült egy még Hinode márkájú, A1 nevű prototípus. Japán ekkor már részt vett a második kínai–japán háborúban, a csapatoknak pedig teherautók kellettek. Mivel apró kéthengeressel nem lehet nagy rakományt mozgatni, Toyota lemásolta egy akkori Chevrolet teherautó soros hathengeres, 65 lóerős motorját, váltóját, alvázát. Erre készült az AB típusjelzésű első Toyota teherautó, valamint a Chrysler Airflow vonalait és formai elemeit koppintó AA személykocsi.

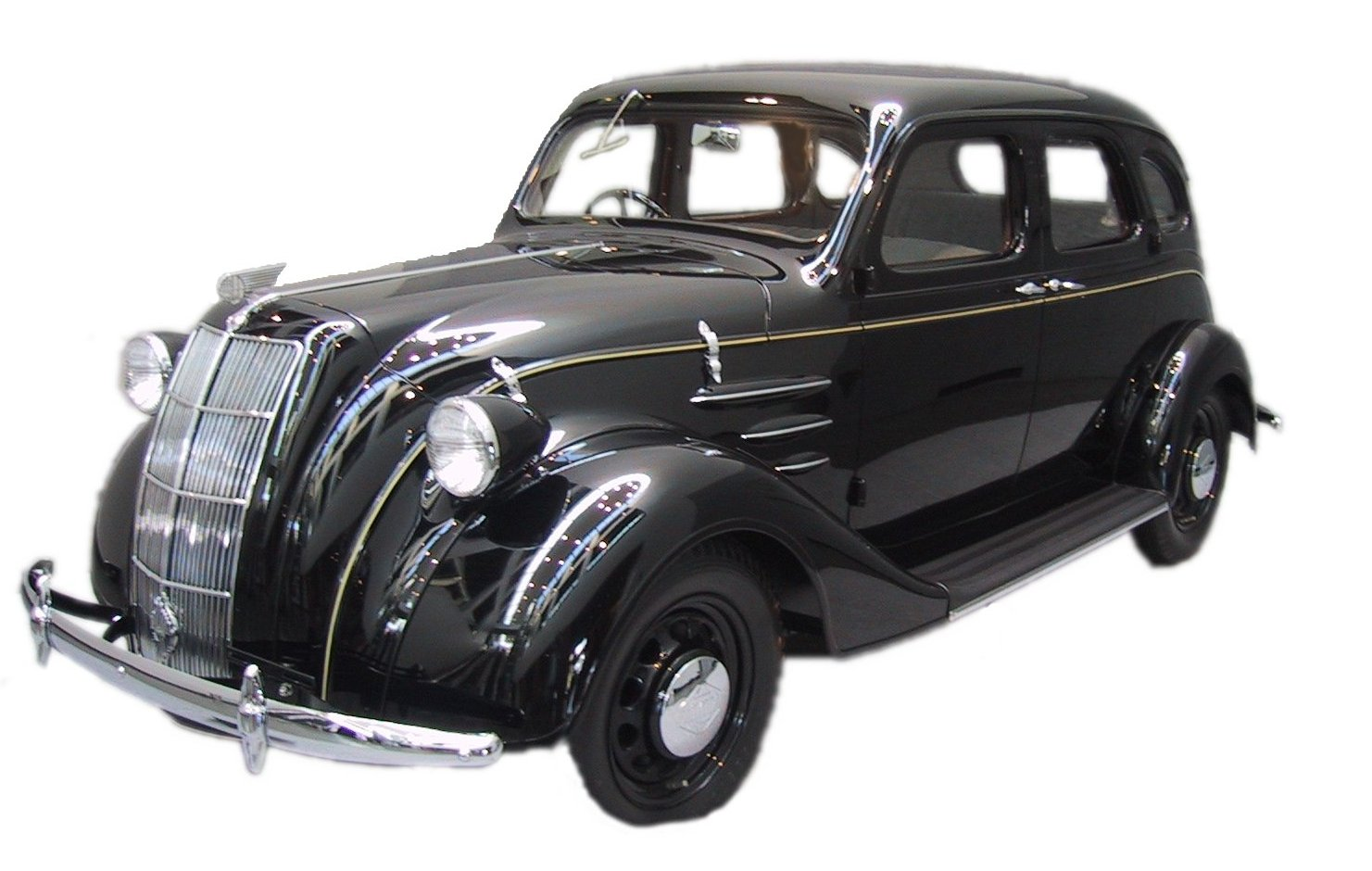
Egy Toyota AA replika 1936-ból

Mivel a japánok sokáig egyáltalán nem ápolták a technikai múltjukat, ezért mára egyetlen AA sem maradt fenn, tehát a cég (Hinodétől számított) hetvenedik éves jubileumára nulláról el kellett készíteni egy replikát. (Ősi Chevrolet alkatrészeket viszonylag könnyen be lehet szerezni az USA-ban, ezért csak a karosszériát és a belsőt kellett újragyártani.) Az AB teherautó annyira megegyezett a korabeli Chevrolet-kkel, hogy az amerikai hadsereg a háborúban zsákmányolt Toyota teherautókat üzemben tudta tartani a raktáron lévő GM-alkatrészekkel.
1938-ban megkezdte a működését a szövőgyártól különálló első Toyota-üzem Koromóban. 1936 és 1947 között összesen 1757 autó készült itt.
Bár a legtöbb Japán nagyváros hihetetlen károkat szenvedett a második világháborúban, Koromo és a Toyota-üzem csodával határos módon megúszta a komoly bombázásokat, sőt, szinte folyamatosan termelt.
Akárcsak Németországgal, Japánnal is empatikusan próbált viselkedni a világ nyertes fele a béke első éveiben, ezért hamar újra termelni kezdhettek az üzemei. 1945 decemberétől, rövid szünet után újra megindultak a gépek Koromóban, ráadásul a fejlesztőket mintegy kárpótlásul bevonták az amerikai hadiipari fejlesztési programba.
A háború utáni első személyautó, az SA 1947-ben jelent meg, 995 köbcentis, 27 lóerős motorral, 87 km/órás végsebességgel. Miközben minden autógyár háború utáni modellfejlesztési lázban élt, a Toyota a gyártási technológiáit finomítgatta. Ennek következtében a cég 1949-ben kis híján tönkre is ment. Fizetésképtelenség és 1950-ben a cég mai napig egyetlen sztrájkja következett. Ifjabb Tojodának le kellett mondania, az igazgatói posztot amit a még fiatalabb Tojoda Ejidzsi és Szato Soicsi vett át.

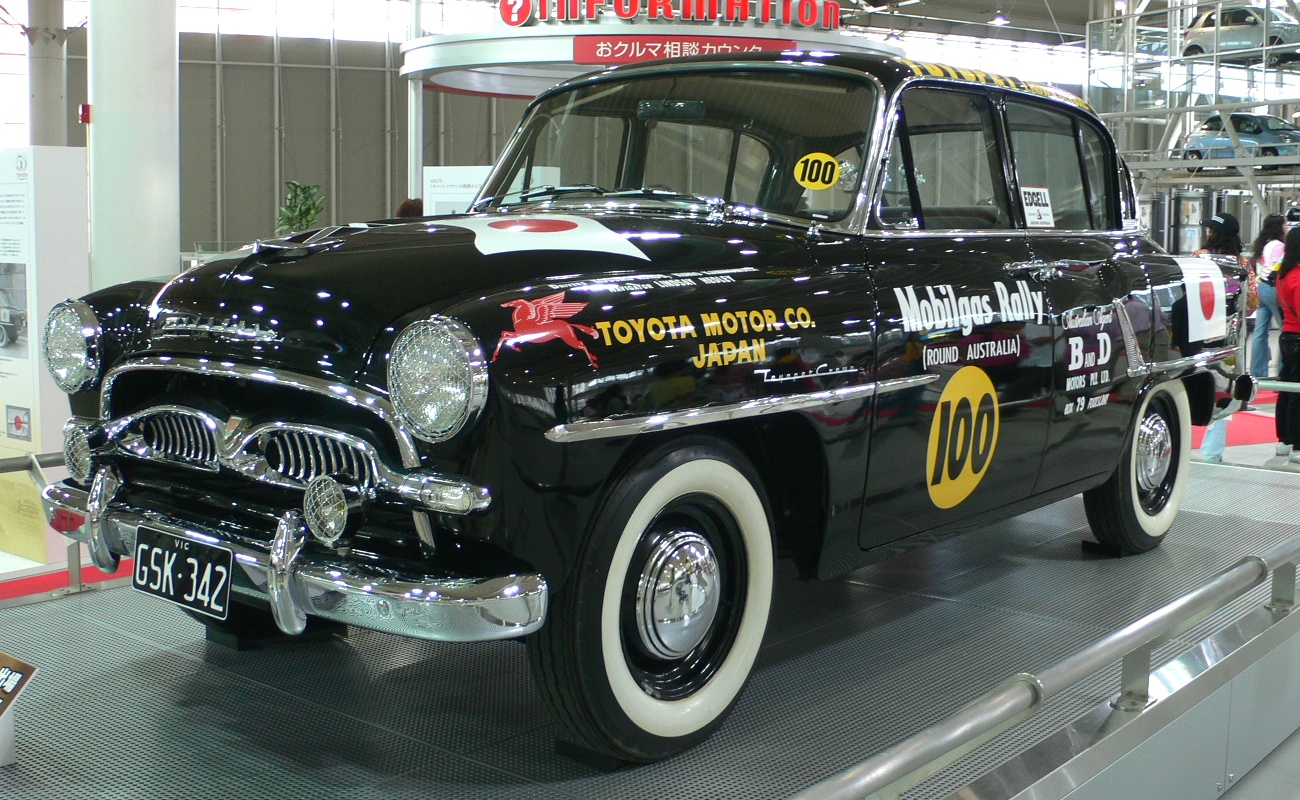
1957 Toyota Crown

1951-ben, központi megrendelésre, mérnökök létrehozták az első BJ terepjárót, a mai Land-Cruiser ősét. A karosszériához alapötletként az amerikaiak háborúban használt Dodge Weaponja szolgált (amit Magyarországon a köznyelvben „vipponnak” neveztek), a motor pedig a bevált hathengeres Chevrolet-motor volt. A Toyota az export mellett döntött, és hogy vonzóbbá tegye, alaposan átdolgozta a BJ-t,. Így jött létre 1954-ben az első Land-Cruiser. Ez volt az első motorizált jármű, amelyik önerőből feljutott a Fudzsi hegy hatodik állomásáig.
1955-öt szánták a nagy betörés évének, ekkor indult az export az USA-ba. Két modellre alapozták, a vadonatúj Toyopet Crownra és a Land-Cruiserre. 1957-ben megindult a Toyopet Corona (ez eggyel kisebb volt, mint a Crown) szállítása is, de mindkét személyautó megbukott. 1960-ban a Toyota vissza is vonta a Crownt és a Coronát a piacról, utána 1962-ig csak a viszonylag nagy profittartalmú Land-Cruiser képviselte a Toyotát, pontosabban a Toyopet exportmárkát az Újvilágban.

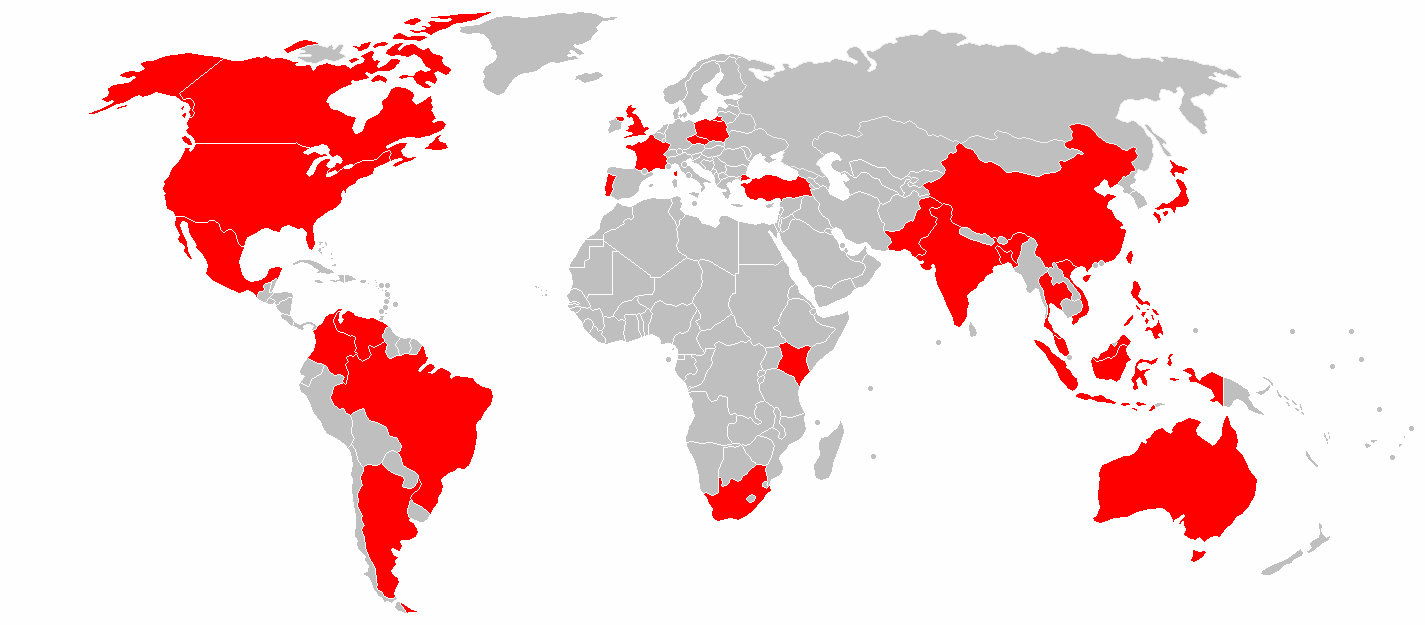
Toyota gyárak a világon (2008)

Eközben máshol maradt erő a bővülésre. 1959-ben például Koromo várost átnevezték Toyotára. Ekkor Brazíliában a cég létrehozta az első Japánon kívüli gyárát, melyekből 2006-ra szerte a világon 52 lett.
1964-ben a vállalat bevezette az USA-ban az első, igazán az amerikaiak igényei szerint készült autóját, az akkori, belpiaci Coronából erős átalakítással született Tiarát. Mivel éppen annyiba került, mint a Volkswagen Bogár, meglehetős sikerre tett szert, négyhengeres motorjával, külső méreteihez képest tágas utasterével, valamint a kategóriában akkor teljesen szokatlan automata váltójával és légkondicionálójával.

### Úton a siker felé

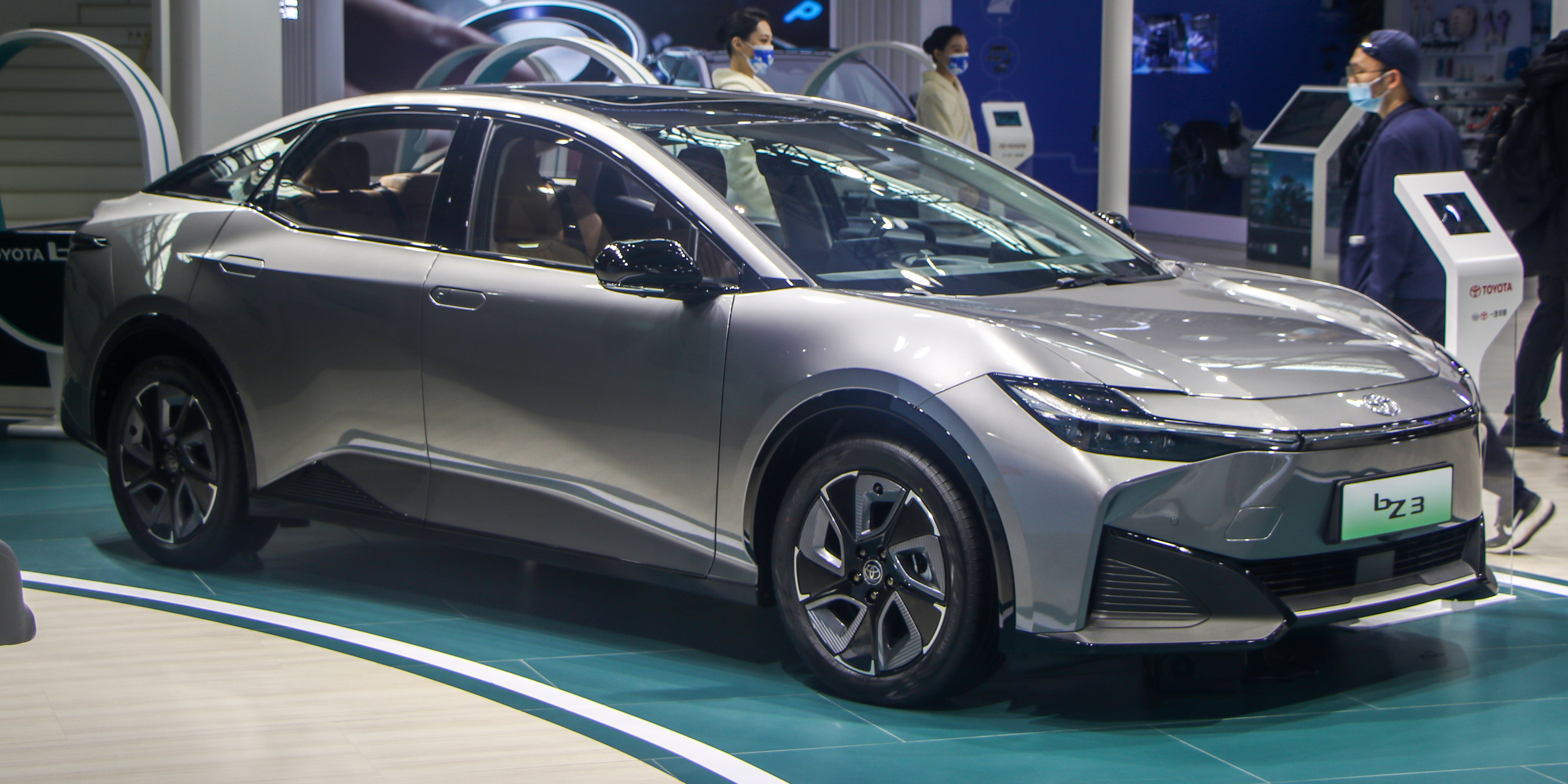
Az elektromos meghajtású Toyota bZ3

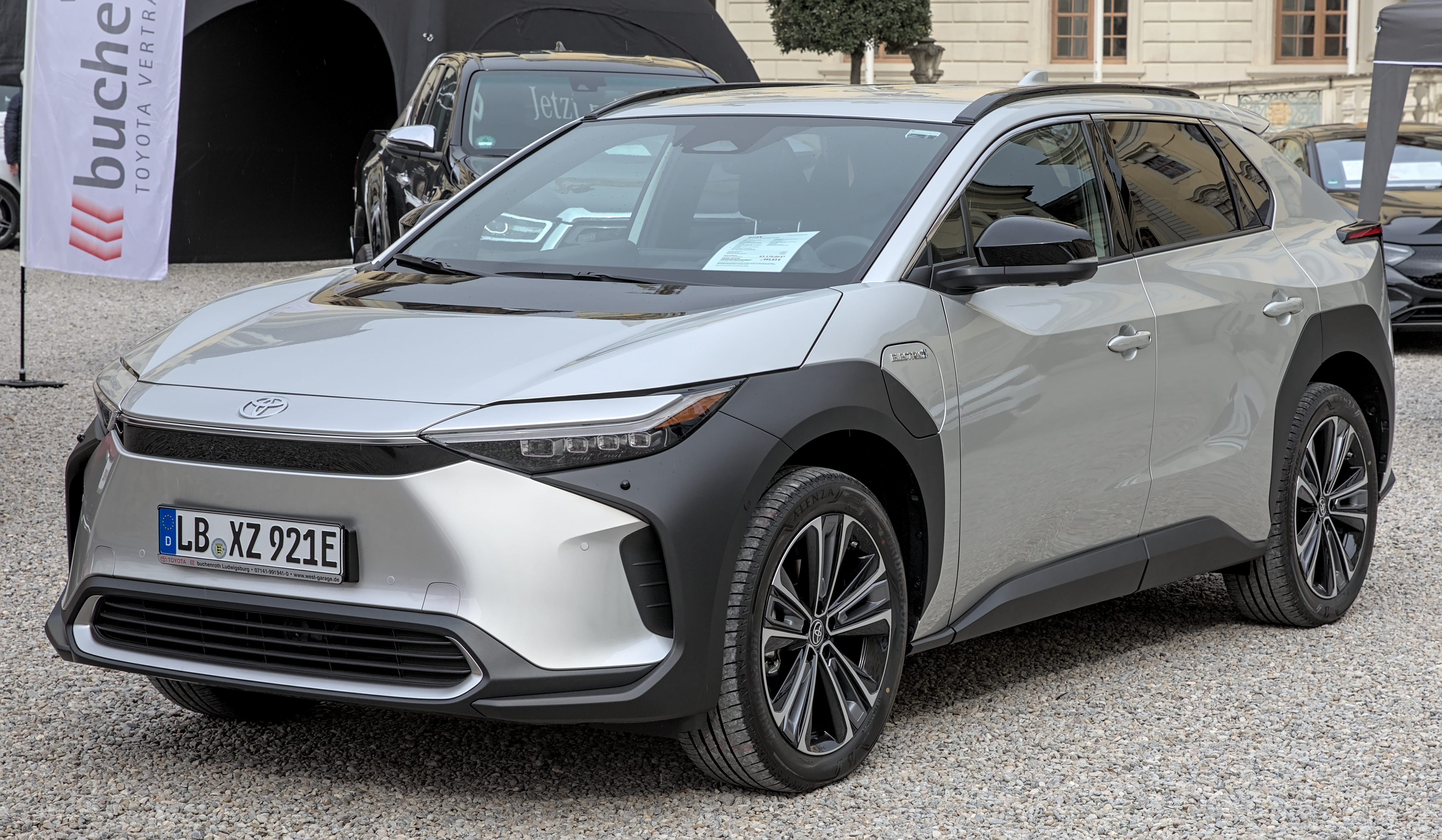
Az elektromos meghajtású Toyota bZ4X

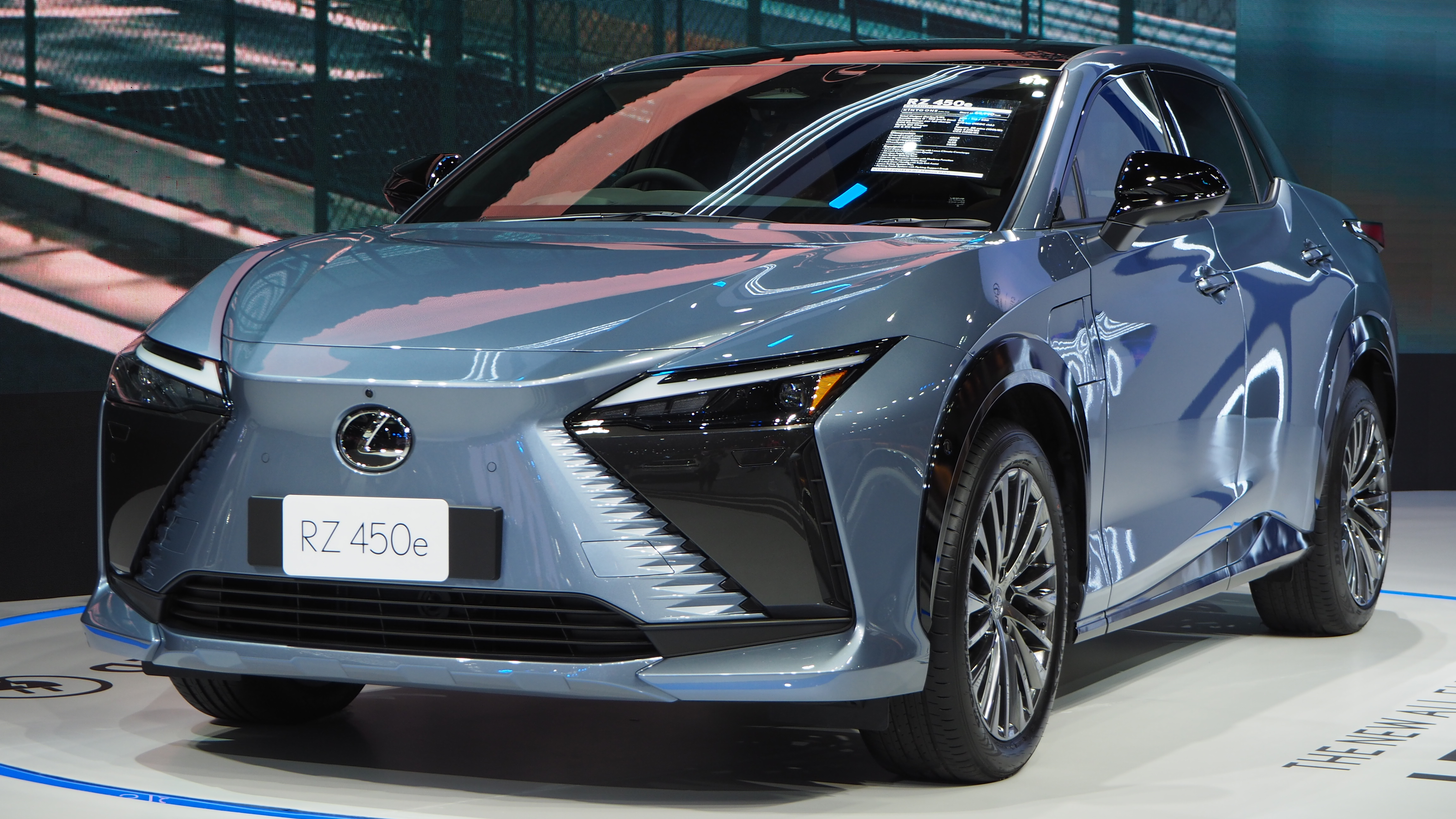
Az elektromos meghajtású Lexus RZ

A japán belpiac alaposan megerősödött, Amerika nagy érdeklődést mutatott a Toyotákra. Már Európában is egyre inkább elismerték a márkát: a fő betörési pontok közé tartozott Hollandia, Svájc és Dánia.1961-ben piacra került az egész Ázsiát meghódító, apró Publica (a Starlet távoli elődje), aztán 1965-ben 0,8 literes motorral hajtott, parányi sportkocsi, a Sports 800, majd 1966-ban a cég mindmáig legnagyobb sikere, a Corolla.
1967 a Jaguar E-Type-hoz erősen hasonlító, szupermodern, sorhatos motorral hajtott, kisszériás 2000 GT sportkocsi, valamint a Hiace furgon megszületésének éve. A Toyota ekkor kezdte szorosra fonni üzleti kapcsolatait a Daihatsu autógyárral, ami aztán bő húsz év alatt teljesen a tulajdonába is került. 1972-ben elkészült a tízmilliomodik Toyota. Az USA-ban 1990-ben bevezette a Lexus márkát, ami a Mercedesek, BMW-k, Audik komoly versenytársává nőtte ki magát.
A Toyotát 1950-ben lényegében nem jegyezte a világ ipara, 1963-ra a 93. legnagyobb vállalattá nőtt (az összes iparágat egybevéve), 1966-ra pedig már a 47. lett. Az autógyártók sorában ekkor már a 10. helyen állt. E korszak fejlődésének ütemét jól jelzi, hogy 1955-ben évi 8400, tíz évvel később viszont már 600 ezer autót állított elő a cég. 1970-ben már a Toyota a világ 4. legnagyobb autógyártója. 1997 végén a Corolla modellnéven eladott autók darabszám tekintetében megelőzték az addig darabszám alapján vezető Ford T-modellt és a Volkswagen Bogarat, így 2018-ra a Corolla eladási értéke elérte az 50 milliós darabszámot. Ennek köszönhetően 2000-re a Toyota lett Japán legnagyobb és a világ kilencedik legnagyobb vállalata.

### Formula–1
A Toyota 2002 és 2009 között részt vett a Formula–1-ben. Szereplésük alatt egyetlen futamgyőzelmet sem arattak